# 大內輝弘
大內輝弘（1520年－1569年12月3日）是日本戰國時代武將。父親是大內高弘（大內氏第14代當主大內政弘的次男）。本名隆弘。別名是太郎左衛門。兒子有大內武弘。

## 生平
周防大內氏的一族，但是父親高弘謀反並逃到豐後大友氏之下，因此是在豐後國出生。雖然是大內氏第18代當主，但是以大內氏的身份並沒有實權。天文23年（1554年）至永祿8年（1565年）期間，受將軍足利義輝下賜偏諱而改名為輝弘（1554年以前，義輝是以義藤為名，因此可以知道是在這年以後下賜，但是在1554年時，輝弘已經超過30歲並已經元服，下賜偏諱的原因以及最初的名字亦不明）。
永祿11年（1568年），大友宗麟與毛利元就爭奪北九州地域的霸權之際，大友軍在毛利軍的攻勢下，一時間陷入覆滅的危機，因為宗麟的參謀吉岡長增的進言，在宗麟寄食的輝弘被授予兵士，在同年8月至9月率領若林鎮興等大友水軍秘密從海上前往周防國，此時率領的兵力相當少，不過在水上戰中把市川經好的軍士擊破。
身為大內氏的一族，在進入周防後，抵抗毛利氏支配的大內氏遺臣與之呼應，而因為周防國的毛利軍大半都投入到北九州的戰線，於是陷入苦戰，不過守備高嶺城的市川經好夫人指揮少數城兵進行徹底抗戰，於是沒能進入山口的大內氏別邸築山館，並不能完全佔領山口。
得知輝弘攻擊的元就隨即放棄攻略北九州，立即率領軍折返並與吉川元春和小早川隆景率領的精鋭前往周防，在收到這個情報後，放棄在山口抵抗並從海路尋找逃走路線，一直沿海逃走，最後因為遭到追擊而在富海（現今防府市）的茶臼山自殺（大內輝弘之亂）。